# 年齢制限
年齢制限（ねんれいせいげん）とは、ある事を行う際に、実行者の年齢によって、実行をさせないものとなる決まりのこと。一定年齢以上に限定するもの、一定年齢以下に限定するもの、特定年齢に限定するものがある。

## 日本における年齢制限
日本では、婚姻（2022年3月31日までは男性18歳女性16歳以上、2022年4月1日より男女ともに18歳以上）、飲酒（20歳以上）、喫煙（20歳以上）、運転免許取得（免許の種類により異なる。普通一種は18歳以上）、有害図書・ゲーム購入（品目により異なる）、毒劇物購入（18歳以上）、毒劇薬購入（14歳以上）、国会議員・都道府県知事・市町村長・地方議会議員などへの立候補（被選挙権、種類により25歳または30歳以上）とその投票（選挙権、18歳以上）、COVID-19ワクチンの接種（12歳以上）などに年齢下限があり、上限としては、フィールズ賞（40歳以下）、甲子園出場（通常18歳以下、一部19歳以下）、児童養護施設入所（最大20歳まで）などがある。一部の学校への入学には下限と上限の両方がある（「年齢主義と課程主義」を参照）。実行可否の判断となる年齢は、当日の年齢、直前の4月1日時点での年齢、キャンペーン初日時点での年齢などがある。
医療分野では、特定年齢の場合予防接種が無料になるといった制度がある。また市販薬においても、医学上の年齢制限がある場合があり、これは15歳を基準にしていることが多い。
日本では、労働施策の総合的な推進並びに労働者の雇用の安定及び職業生活の充実等に関する法律により仕事やアルバイトの募集・雇用に年齢制限を設ける行為は禁止されている。ただし、労働基準法により別途定められている場合や60歳以上を除く。労働基準法により、満13歳未満の児童の労働は禁止されており、満15歳未満の児童は労働基準監督署の許可を得ない限り働くことを禁止されている。また、年少者労働基準規則第8条に定める危険有害業務については、労働基準法により、満18歳未満の就業が禁止されている。飲食店やコンビニエンスストア等にて「16歳以上」の条件を指定して募集する行為は違法であるが、「中学校卒業」を条件に募集することは資格を制限しているため可能である。また、演劇や映画の撮影などに特定の年齢の募集が必要な場合は年齢制限を設けることが出来る。
応募する際に、年齢上限を超えている、あるいは下限に満たないからといって年齢詐称をして応募する者もいるが、発覚した場合懲戒解雇になるおそれがあるためしてはならない。
ゲームセンターでは、時間制限と並行した年齢制限を実施しているところも多くみられる（16歳未満は18時以降、18歳未満は22時以降入場不可など）。